# Eureka (Kansas)
Eureka es una ciudad ubicada en el de condado de Greenwood en el estado estadounidense de Kansas. En el año 2010 tenía una población de 2633 habitantes y una densidad poblacional de 516,27 personas por km².

## Geografía
Eureka se encuentra ubicada en las coordenadas 37°49′22″N 96°17′22″O / 37.82278, -96.28944 (37.822745, -96.289583).

## Demografía
Según la Oficina del Censo en 2000 los ingresos medios por hogar en la localidad eran de $26 410 y los ingresos medios por familia eran $36 667. Los hombres tenían unos ingresos medios de $27 066 frente a los $20 870 para las mujeres. La renta per cápita para la localidad era de $15 142. Alrededor del 14.8 % de la población estaban por debajo del umbral de pobreza.